# Sinterom
Sinterom Cluj este o companie producătoare de produse metalurgice obținute prin deformare plastică. Este un furnizor de componente pentru industria auto, industria electrotehnică și a bunurilor de larg consum. A fost înființată în 1936 sub numele de „Uzina Triumf”. Compania este membră a grupului de firme SCR (Serviciile Comerciale Române) și este un furnizor de componente pentru industria auto, industria electrotehnică și a bunurilor de larg consum. Printre clienții companiei se numără Automobile Dacia, Welles - Perkins - USA, Bosch - Ungaria, Danfoss - Slovenia, Rettig - Polonia.
Compania produce anual 2.100 tone de produse sinterizate, 7,5 milioane de bujii și bujii incandescente, 34 de tone de contacte electrice, 33 de tone de sarme din wolfram și molibden, 140 de tone de piese ceramice, 15 tone de magneți turnați din AlNi și AgNi.
Principalii acționari ai Sinterom sunt Contactoare Buzău, cu o deținere de 62,75% din titluri, și SIF Oltenia, cu 31,04% din capitalul social. Titlurile Sinterom se tranzacționează la categoria de bază a pieței Rasdaq, sub simbolul SIRM.